# Parc naturel régional du Morvan
Le parc naturel régional du Morvan est un parc naturel régional français situé dans le massif du Morvan, au cœur de la région Bourgogne-Franche-Comté. Créé en 1970, il regroupe 133 communes adhérentes et trois villes portes depuis la dernière révision de sa charte en 2020 et le renouvellement de son agrément en 2021.

## Géographie

Carte du parc naturel régional du Morvan en Bourgogne en 2008.

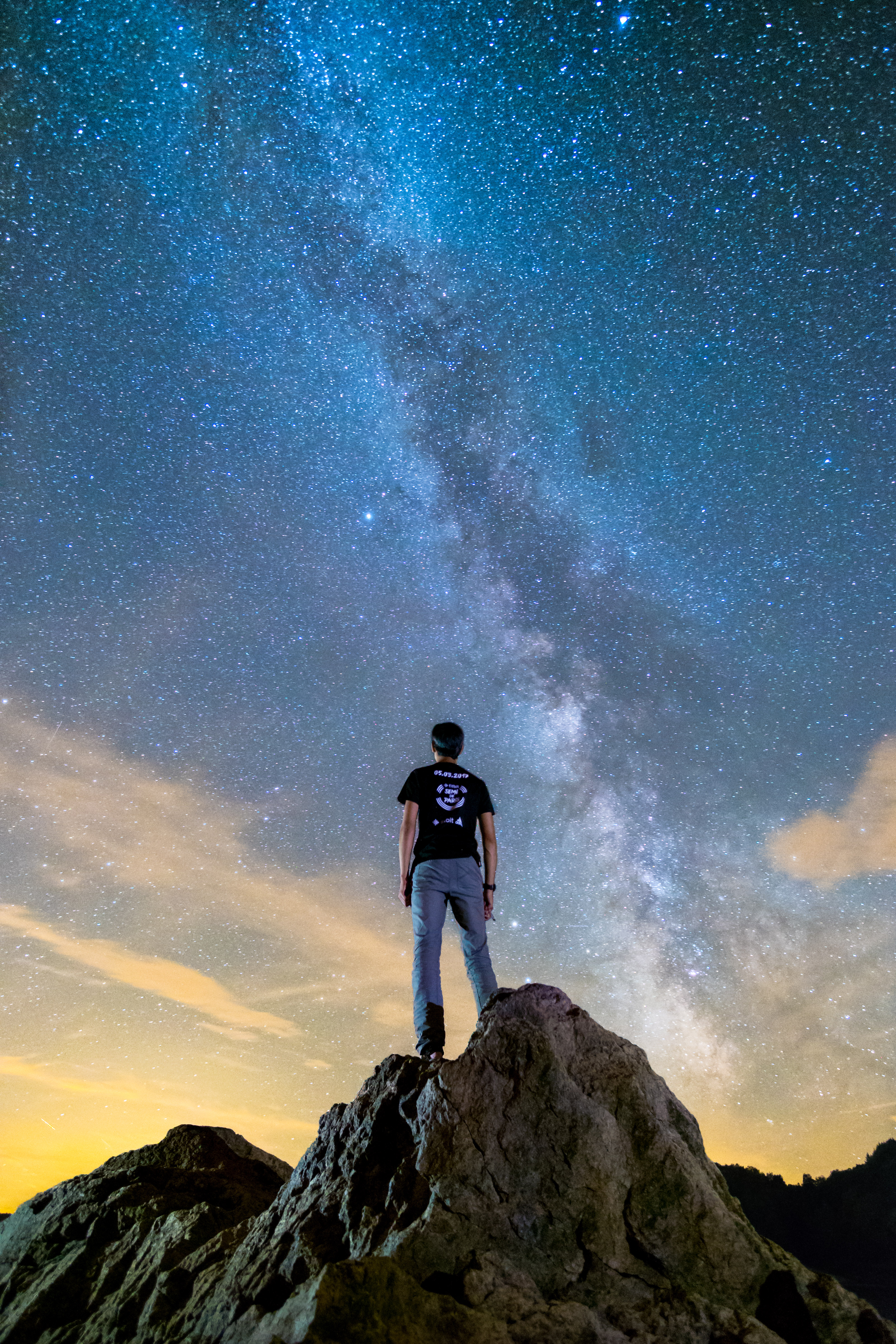
Étant éloigné de la pollution lumineuse, le parc naturel régional du Morvan permet l'observation de la Voie lactée. Août 2019.

Le parc naturel régional du Morvan est situé à cheval sur les départements de la Nièvre, de Saône-et-Loire, de l'Yonne et de la Côte-d'Or.
Il est délimité à l'ouest et au nord par les dépressions du Bazois et de l'Auxois, et au sud et à l'est par les plaines du Charolais et de l'Autunois.
La maison du parc se trouve à Saint-Brisson.
De 2008 à 2020, le parc comprend 117 communes, dont quarante sont situées en zone de montagne, et couvre une superficie de 290 900 ha, soit 9 % de la région Bourgogne. Sa population est de 51 357 habitants pour ses 117 communes adhérentes et de 70 865 habitants si l'on inclut également les cinq villes partenaires.
À partir de 2020, il compte 133 communes classées et trois villes partenaires.

## Historique
Le Morvan possède un écosystème riche, mêlant forêts, haies de bocage et rivières. Cependant, la biosphère n'est pas à l'abri de menaces comme la pollution des eaux, l'arrachage des haies (qui constituent un refuge pour de nombreuses espèces) ou encore la réduction des forêts de feuillus.

Logo du PNR du Morvan

Pour réussir à concilier préservation du milieu naturel et développement économique et touristique de la région, le parc naturel régional du Morvan fut créé en 1970 à l'initiative de Paul Flandin, conseiller général de l'Yonne, l'étude du parc ayant été financée par l'Association régionale du Morvan et la délégation à l'aménagement du territoire et réalisée par la Société centrale pour l'équipement touristique (filiale de la Caisse des dépôts et consignations). Le parc comptait alors 64 communes et 8 villes-portes. À la suite de la dernière révision de sa charte et du renouvellement de son agrément en 2021, le parc comprend officiellement aujourd'hui 133 communes adhérentes et trois villes partenaires.

### Révisions de la charte et renouvellements de l'agrément
- Communes adhérentes
- Commune associée
- Communes partenaires

- Communes adhérentes
- Commune associée
- Communes partenaires

- Communes adhérentes
- Communes partenaires

#### La création du parc en 1970
La création du parc naturel régional du Morvan et de ses 64 communes adhérentes fut entérinée le 16 octobre 1970 par le décret ministériel no 70-950.

#### Révision de la charte et renouvellement de l'agrément en 1979
Conformément à la législation, l'agrément d'un parc naturel régional doit être renouvelé au moins tous les 10 ans. À cette occasion, le parc révise sa charte.
Cette révision fut approuvée par l'établissement public régional de Bourgogne (ancêtre du conseil régional de Bourgogne) les 1er et 2 février 1979. L'agrément fut quant à lui donné préalablement dès le 17 janvier 1979 par arrêté ministériel.

#### Révision de la charte en 1996 et renouvellement de l'agrément en 1997
À la suite de la nouvelle charte de 1996, le décret ministériel no 97-430 du 28 avril 1997 renouvelle l'agrément du parc et porte le nombre de communes adhérentes à 94.
Cette nouvelle charte s'orientait selon cinq axes principaux :
- préservation, maîtrise et valorisation des milieux naturels et des paysages ;
- valorisation harmonieuse des forêts ;
- renforcement du tourisme avec un respect des équilibres locaux ;
- promotion du développement culturel, éducatif et informatif ;
- amélioration de la qualité du cadre de vie tout en assurant la cohérence des aménagements.

#### Révision de la charte en 2007 et renouvellement de l'agrément en 2008

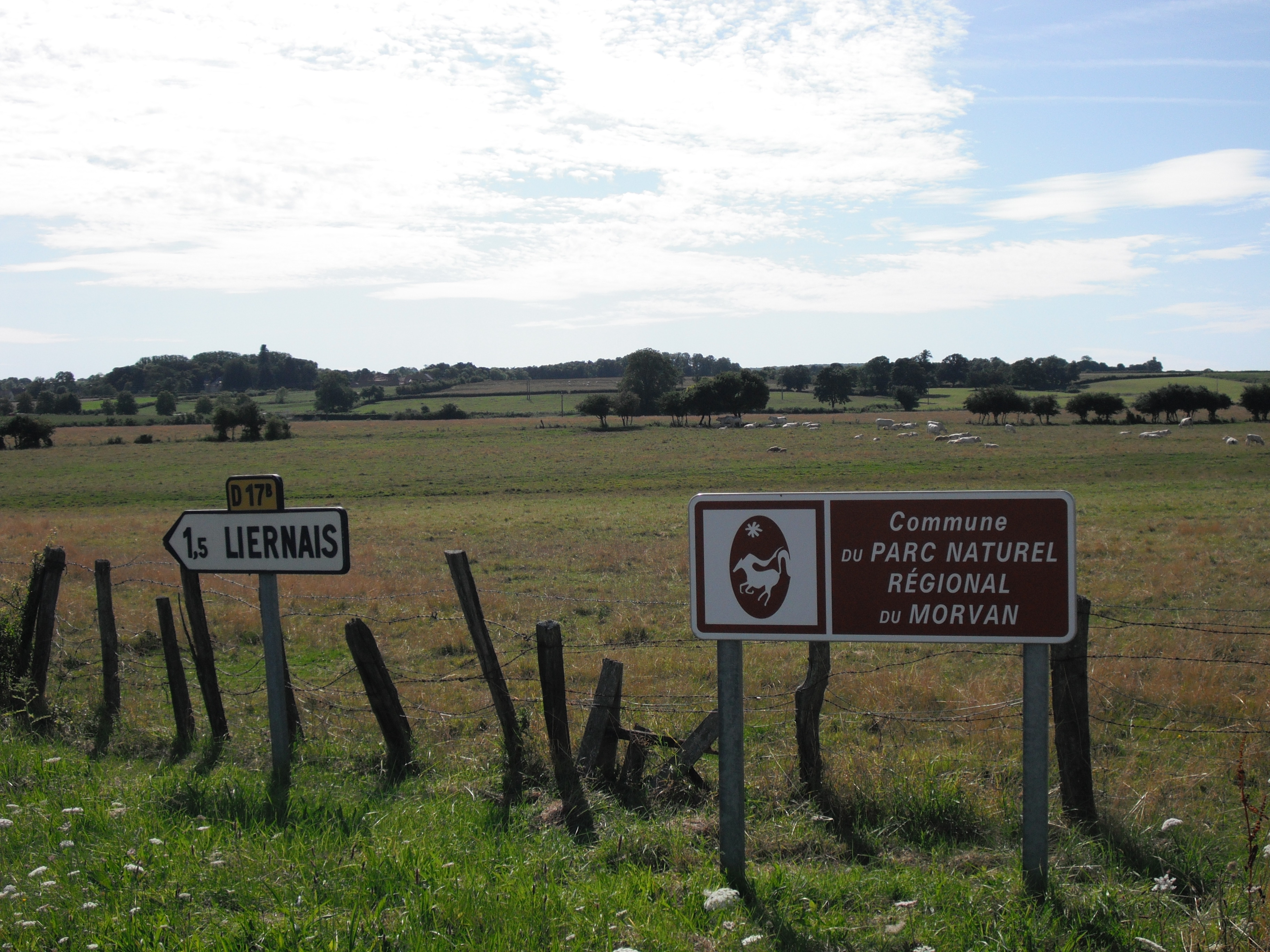
Pancarte implantée à Liernais depuis son entrée dans le parc naturel régional en 2008.

La charte est révisée en 2007 et le classement du parc est renouvelé pour une période de 12 ans par le décret ministériel no 2008-623 du 27 juin 2008. Le nombre de communes adhérentes est dès lors porté à 117.
Cette nouvelle charte comprend trois orientation principales :
- actions pour la gestion et la préservation des patrimoines culturels et naturels ;
- soutien de la dynamique économique via une valorisation des produits et des ressources du territoire en favorisant le développement durable ;
- développement d'un territoire vivant et solidaire en assurant des partenariats actifs et une transmission du savoir du Morvan.

#### Révision de la charte en 2020 et renouvellement de l'agrément en 2021
La dernière révision de la charte date de 2020. Son classement est renouvelé pour quinze ans par décret ministériel le 27 mai 2021, avec 133 communes adhérentes.

### Les communes du parc au fil des années

#### À la création du parc en 1970
À sa création, en plus des 64 communes adhérentes, le parc comptait également 1 commune associée et 8 villes-portes.

#### Lors du renouvellement de 1979
À l'issue du renouvellement du classement du parc naturel régional, ce dernier comptait les mêmes communes adhérentes, associée et partenaires que lors de sa création en 1970.

#### Lors du renouvellement de 1997
À l'issue du 2e renouvellement du classement, le nombre de communes adhérentes du parc passent de 64 à 94.
À cette date, il existe toujours 1 commune associée et 8 villes-portes.

#### Lors du renouvellement de 2008
Depuis le 3e renouvellement, 4 des précédentes villes-portes sont désormais adhérentes à part entière.
Le parc comprend alors 117 communes adhérentes (29 en Côte-d'Or, 50 dans la Nièvre, 20 en Saône-et-Loire et 18 dans l'Yonne) et 1 nouvelle ville partenaire ce qui porte leur total à 5.

#### Lors du renouvellement de 2020
En 2009, la commune nivernaise d'Empury, situé dans la partie nord-ouest du parc, a déposé sa candidature pour devenir la 118e commune adhérente du parc. Cette adhésion fut acceptée par l'équipe du parc naturel régional du Morvan. Néanmoins, afin que la commune, jusqu'à présent enclavée dans le périmètre classé du parc, soit officiellement reconnue comme « commune adhérente », il est nécessaire d'attendre la prochaine révision de la charte et le renouvellement de l'agrément. D'ici là, elle bénéficie du statut de « commune partenaire ».
La charte est révisée en 2020 et être maintenue jusqu'en 2035. Le renouvellement voit l'adhésion de vingt-et-une communes : quatre dans l'Yonne, cinq dans la Nièvre et onze en Saône-et-Loire, portant le total à 133 communes adhérentes. Pour la première fois dans l'histoire du parc, une commune, Sincey-lès-Rouvray (Côte-d'Or) ne signe pas la charte et n'est donc plus classée. Le nombre de communes partenaires diminue de cinq à trois, Autun et Saint-Brancher rejoignant les communes classées. Trois communes refusent, en plus de Sincey-les-Rouvray d'approuver la Charte, ce sont Brion, Laisy et Cussy-les-Forges qui sont devenues des communes potentielles. Le périmètre détude comprenait 137 communes, 133 sont classées en 2021 par décret après validation de la charte, 4 prennent le nouveau statut de commune potentielle : elles ont la possibilité de rejoindre le périmètre classé à chaque échéance électorale municipale.
La superificie totale est élargie à 3 290,5 km2 pour un total de 68 852 habitants ; Autun est la commune la plus peuplée du parc.

## Missions et projets
Le parc s'investit dans un grand nombre de missions :
- L'éducation à l'environnement
- La gestion de l'eau avec des contrats territoriaux réalisés en partenariat avec les agences de l'eau de Seine-Normandie et de Loire-Bretagne
- L'écotourisme
- La biodiversité : en forêt, des prairies, tourbières, des rivières et écosystèmes humides
- La sauvegarde de la culture et du patrimoine du Morvan
- les transitions et l'adaptation au changement climatique
- les nouvelles filières agricoles
- les ENR

Il est opérateur de projets comme Natura 2000, LEADER et le programme LIFE Ruisseaux

### Natura 2000
Le réseau Natura 2000 est le réseau européen de sites naturels ou semi-naturels considérés comme ayant une grande valeur patrimoniale de par leur faune, leur flore et leurs habitats naturels
Le parc s'investit dans la conservation des milieux naturels et dans la protection des espèces et de leurs habitats.
Le massif du Morvan comprend 2 sites classés dans le réseau Natura 2000 comme « Zone spéciale de conservation », ainsi que 22 espèces déclarées d'« intérêt communautaire ».

### Le projet LEADER
La Liaison entre actions de développement de l'économie rurale, ou LEADER, est un projet européen visant à concilier gestion du patrimoine et développement économique et social.
Un comité de programmation, le « Groupe d'action locale Leader Morvan 2007-2013 » (GAL Morvan), a été créé dans le cadre de ce projet et est composé de 50 membres : 27 d'origine privée (issues des milieux socio-professionnels ou associatifs) et 23 élus locaux.
En 2009, le GAL Morvan a défini deux orientations pour valoriser le développement rural local : renforcer l'image du Morvan et promouvoir ses produits. À cet effet, plusieurs objectifs ont été définis pour la période 2008-2015 :
- Développer l'image du Morvan et de ses produits à travers une mise en valeur du terroir et du patrimoine
- Promouvoir la culture et l'identité du Morvan
- Développer la « marque du Parc »
- Valoriser et promouvoir les produits agricoles, la filière bois et les savoir-faire morvandiaux
- Soutenir la commercialisation des produits locaux à travers des ventes directes par les producteurs, des boutiques de commerçants et par l'intermédiaire d'organismes publics

Pour la période 2023-2027, le Parc est porteur d'un nouveau programme centré sur les transitions et l'adaptation au changement climatique et doté de 2 797 407 €. Le Parc est associé au pays Nivernais-Morvan et à la communauté de communes du Grand Autunois Morvan pour ce programme ambitieux.
Le GAL a été renouvelé pour cette période et compte autant de membres issus du collège public que du collège privé.

### Le programme LIFE
L'instrument financier pour l'environnement (LIFE) est un fonds de l'Union européenne pour le financement de sa politique environnementale créé en 1992.

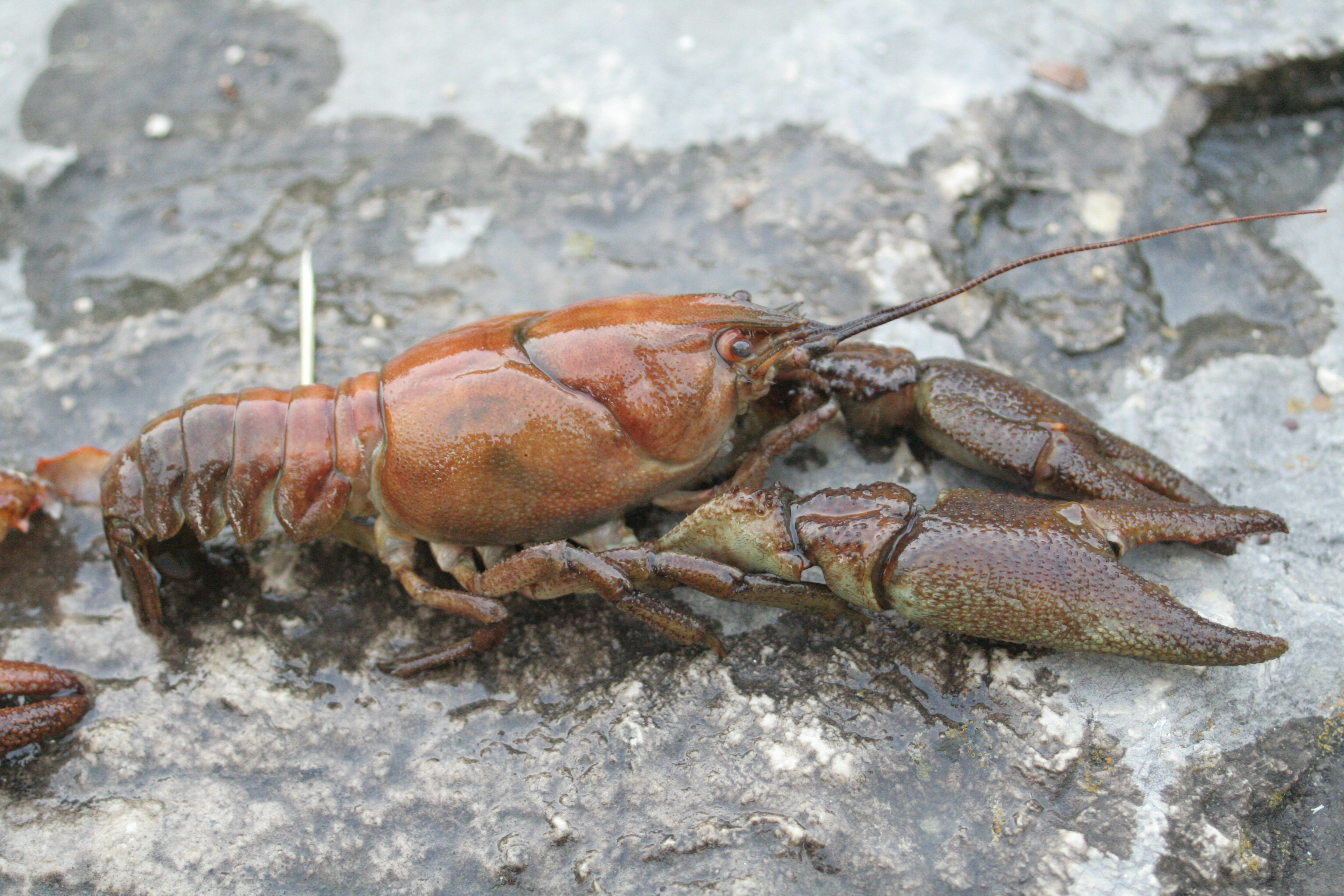
Une écrevisse à pattes blanches.

Grâce à ce fonds, le parc naturel régional du Morvan a coordonné le programme « LIFE Nature - Ruisseaux de têtes de bassins et faune patrimoniale associée », un programme visant à préserver et gérer les ruisseaux des régions Bourgogne et Franche-Comté, ainsi que 4 espèces protégées : l'écrevisse à pattes blanches, la moule perlière d'eau douce, le chabot et la lamproie de Planer.
Pour ce faire, il s'est associé à l'ONF, au parc naturel régional du Haut-Jura, et à l'Association pour le développement de la Petite Montagne du Jura.

#### Programme 2004-2009
Le programme d'actions 2004-2009 a bénéficié d'un investissement de 3 224 142 € financé pour moitié par l'Union européenne. L'autre moitié a été financée par l'Agence de l'eau Rhône-Méditerranée-Corse (15 %), l'Agence de l'eau Seine-Normandie (14,5 %), le ministère de l'Écologie et du Développement durable (10 %) et le conseil régional de Bourgogne (5,5 %). Les 5 % restant provenant des organismes associés au programme (PNR du Morvan, PNR du Haut-Jura, ONF et l'association pour le développement de la Petite Montagne du Jura).
Les actions principales engagées étaient alors :
- la protection et la restauration des milieux via entre autres la réhabiliation de la libre circulation de la faune et l'acquisition de certains terrains,
- l'amélioration de la qualité de l'eau,
- une meilleure gestion des écrevisses via des projets de réintroduction d'espèces locales et de contrôle d'espèces exotiques,
- un suivi des espèces et habitats aquatiques et une sensibilisation auprès des habitants et acteurs locaux.

La Commission européenne a par ailleurs salué le travail des équipes du parc dans le cadre de ce programme en lui décernant un « Best of Life » en 2010.

#### Programme 2011
Après la fin du premier programme en septembre 2009, le parc naturel régional prépare en 2010 un nouveau dossier de candidature. Le programme des actions prévues n'est pas encore défini mais il devrait être axé principalement sur la préservation des vallées de la Cure et du Cousin.
À la suite de son dépôt en septembre 2010, cette nouvelle candidature a été retenue par le comité LIFE+ le 27 mai 2011. Elle est ainsi l'une des 4 seules candidatures françaises à avoir été sélectionnée en France en 2011.

### Les contrats pour la protection des ressources en eaux
Outil technique et financier créé en 2000 par l'Agence de l'eau, les contrats ruraux sont des programmes d'actions pluriannuels d'une durée de 5 ans, qui visent à réaliser des actions de suivi, de maintien et d'amélioration de la quantité et de la qualité de l'eau sur un territoire intercommunal défini. Ils furent par la suite remplacés par des contrats territoriaux, puis par des contrats globaux et maintenant des CETEC.

#### Le contrat territorial des grands lacs du Morvan

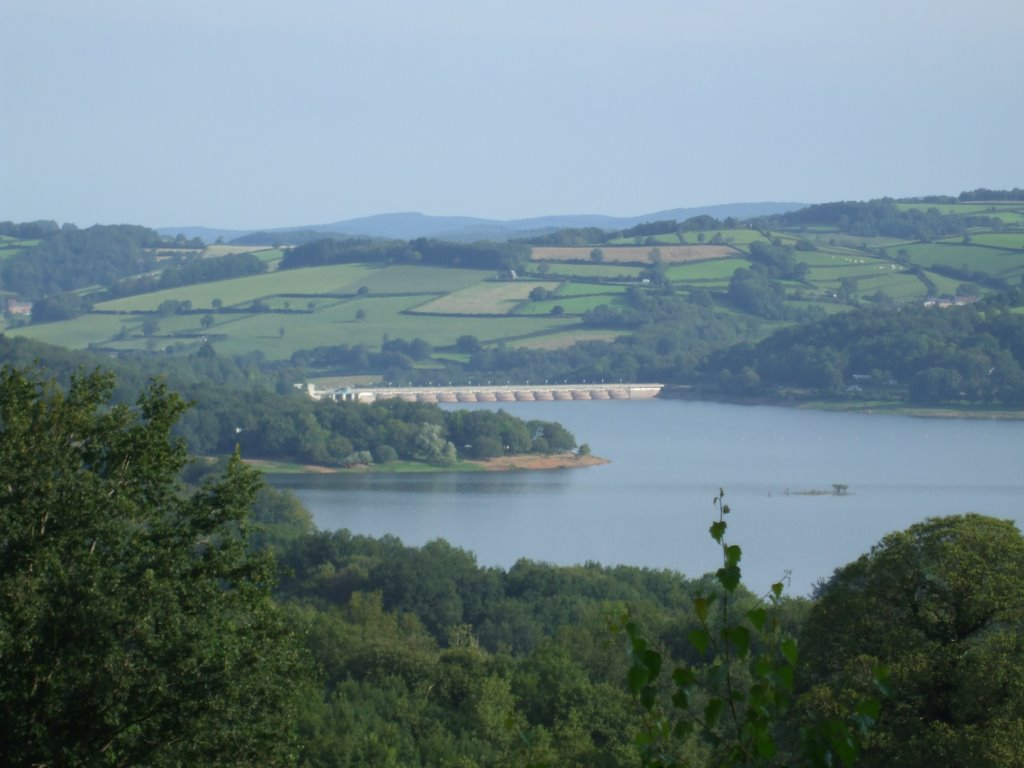
Le lac de Pannecière et son barrage hydro-électrique.

Le parc a créé le 15 septembre 2000 le contrat rural des grands lacs du Morvan, devenu par la suite le contrat territorial des grands lacs du Morvan, en partenariat avec l'Agence de l'eau Seine-Normandie.
À sa création, le contrat rural des grands lacs du Morvan intégrait 33 communes situées dans le bassin versant de l'Yonne. Le 16 juillet 2003, le contrat rural devient un contrat territorial pour une nouvelle échéance à 5 ans et inclut alors 64 communes et comprend également les milieux naturels associés à ce bassin versant. Un avenant est signé en 2005 pour intégrer le programme LIFE Nature, puis un second est signé en 2007 pour inclure les têtes de bassin du Cousin, de la Cure et de la Romanée.
Arrivé à terme, ce contrat prend fin le 15 juillet 2008.

#### Le contrat global Cure-Yonne

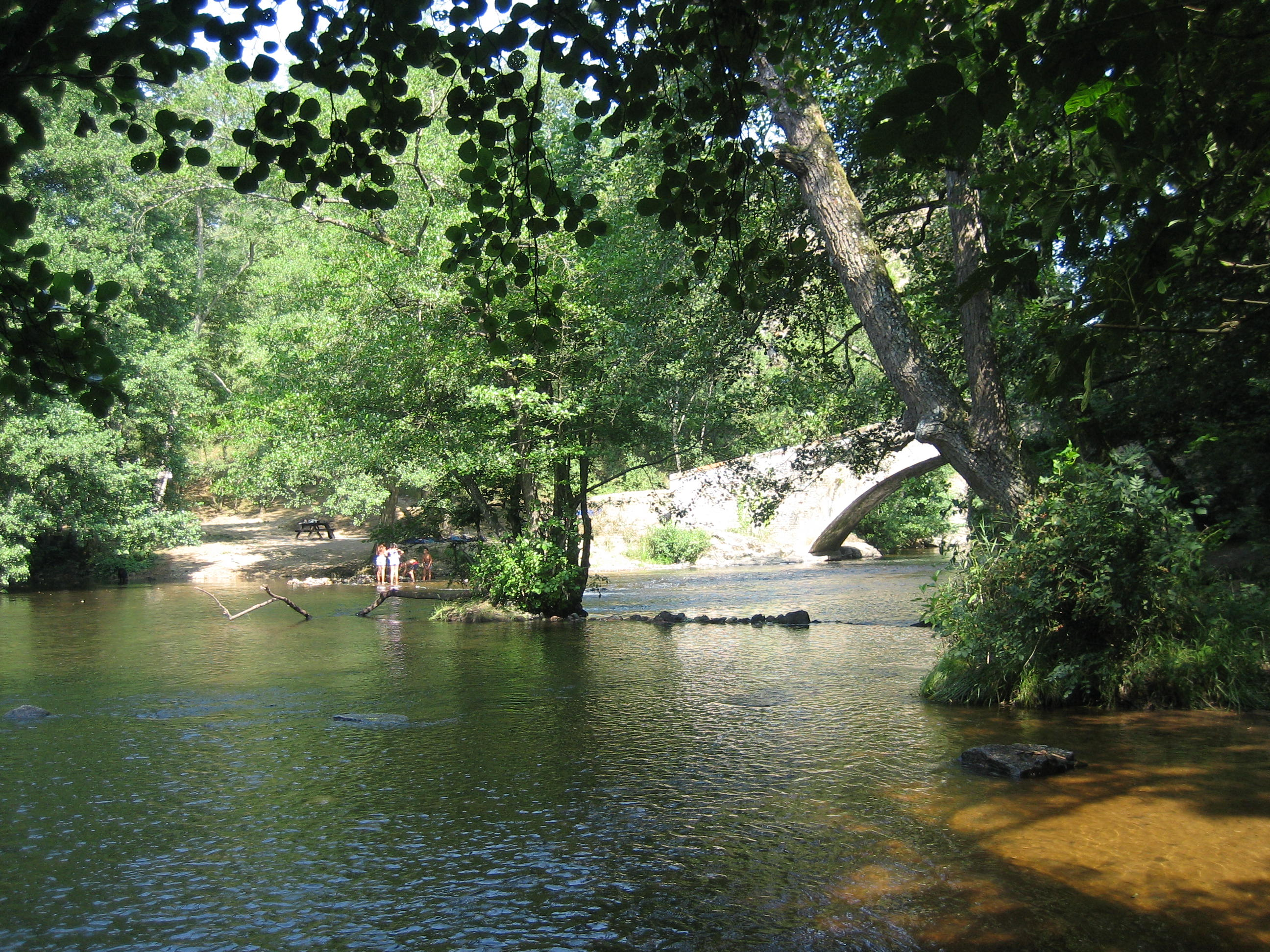
La Cure à Pierre-Perthuis.

Pour prendre la suite du contrat territorial des grands lacs du Morvan et continuer à protéger les ressources en eau du massif, le parc a créé le contrat global Cure-Yonne, signé le 6 novembre 2009 pour une durée de 5 ans.
Il rassemble 103 communes situées sur les départements de la Côte-d'Or, de la Nièvre et de l'Yonne sur un territoire de 207 300 ha. Il comprend 1 639 km de cours d'eau situé dans la tête de bassin de l'Yonne amont et dans l'intégralité du bassin versant de la Cure, 14 027 ha de zones humides et inclut également les 6 grands lacs du Morvan,.

#### Le contrat global Sud Morvan
En partenariat avec l'Agence de l'eau Loire-Bretagne, un diagnostic est en cours en vue de l'élaboration d'un contrat global incluant la totalité des bassins versants des affluents de l'Arroux (la Braconne, la Celle, le Méchet et le Ternin) et de l'Aron (l'Alène, le Chevannes, la Dragne, le Guignon, le Morion et le Veynon). Il couvrirait ainsi une surface de 145 000 ha répartie sur 54 communes situées dans les départements de la Nièvre, de Saône-et-Loire et de l'Yonne.
Ce contrat devrait être validé au début de l'année 2010.

## Les marques du parc

Logos des 3 marques du « Parc naturel régional du Morvan ».

Une fois classé, un parc naturel régional peut obtenir la marque « Valeur Parc naturel régional ». C'est un label appartenant à l'État et déposé à l'INPI.
Le parc naturel régional du Morvan a créé à cet effet 3 marques :
- « Produit du Parc naturel régional du Morvan »
- « Accueil du Parc naturel régional du Morvan »
- « Savoir-faire du Parc naturel régional du Morvan »

Initiées en 2000, elles sont officiellement créées et validées par le ministre de l'Écologie et du Développement durable 3 ans plus tard.

### La marque «Produit du parc naturel régional du Morvan»
La marque « Produit du Parc naturel régional du Morvan » fut initialement apposée sur le miel d'apiculteurs du Morvan qui s'étaient engagés à respecter la charte définie par le parc. Elle fut ensuite étendue à d'autres produits dont les producteurs souhaitaient valoriser le mode de production et leur authenticité.
En 2009, cette marque peut concerner du miel, de la viande bovine, ovine, de la volaille, des produits laitiers fait à base de lait de vache et de chèvre, des escargots et du lait de jument.
La charte à respecter fixe des critères adaptés à la spécificités de chacun des produits. Des critères fondamentaux et communs ont toutefois été définis :
- matière première, élevage et élaboration exclusivement d'origine morvandelle,
- authenticité,
- production à dimension humaine,
- production respectueuse de l'environnement.

### La marque «Accueil du Parc naturel régional du Morvan»
La marque « Accueil du Parc naturel régional du Morvan » est destinée à des auberges et bistrots morvandiaux s'étaient engagés à proposer régulièrement des produits du terroir et marqués « Produit du Parc naturel régional du Morvan ».
L'accueil par le professionnel et les aménagements extérieurs tiennent également une place prépondérante à l'obtention de la marque : accueil convivial, connaissance du territoire et conseils sur la découverte du parc, utilisation prioritaire de matériaux et végétaux locaux dans les aménagements extérieurs.

### La marque «Savoir-faire du Parc naturel régional du Morvan»
En 2009, aucun savoir-faire n'est encore marqué « Savoir-faire du Parc naturel régional du Morvan ». La communication sur l'existence et les avantages de ce label par l'équipe du Parc auprès des professionnels locaux pourra peut-être dans les années à venir permettre le « marquage » de différents artisans.

## Tourisme
Le parc reçoit chaque année de nombreux touristes, attirés par les activités de plein air.
Depuis le 21 mai 2025, le PNR du Morvan est labellisé réserve internationale de ciel étoilé.

### Randonnée
Des sentiers balisés permettent de pratiquer la randonnée pédestre : le GR 13 et le GR de Pays Tour du Morvan.
Le Tour équestre du Morvan permet également d'effectuer une boucle de 600 km à l'intérieur du Parc.

### Activités nautiques
La base de loisirs du lac des Settons propose de nombreuses activités nautiques : voile, ski nautique, plaisance.
Les eaux vives sont très prisées des amateurs de rafting, notamment les rapides du Chalaux.

### Pêche
La région des Grands Lacs est appréciée pour ses richesses halieutiques, permettant d'y pratiquer la pêche aux carnassiers (sandres, brochets, silures), de la carpe et des poissons blancs. Il est aussi possible de pêcher des truites dans certaines rivières.

### Sites remarquables
Le saut de Gouloux est un haut lieu touristique du Parc : une cascade de 10 mètres de haut dévale une faille dans un cadre sauvage et préservé.
Le mont Beuvray, un des sommets du Morvan avec 821 m d'altitude, est un site naturel classé Natura 2000 et monument historique. Il accueille le musée et le site archéologique de Bibracte, ainsi que de nombreux autres vestiges.

## Les tables de lecture de paysage

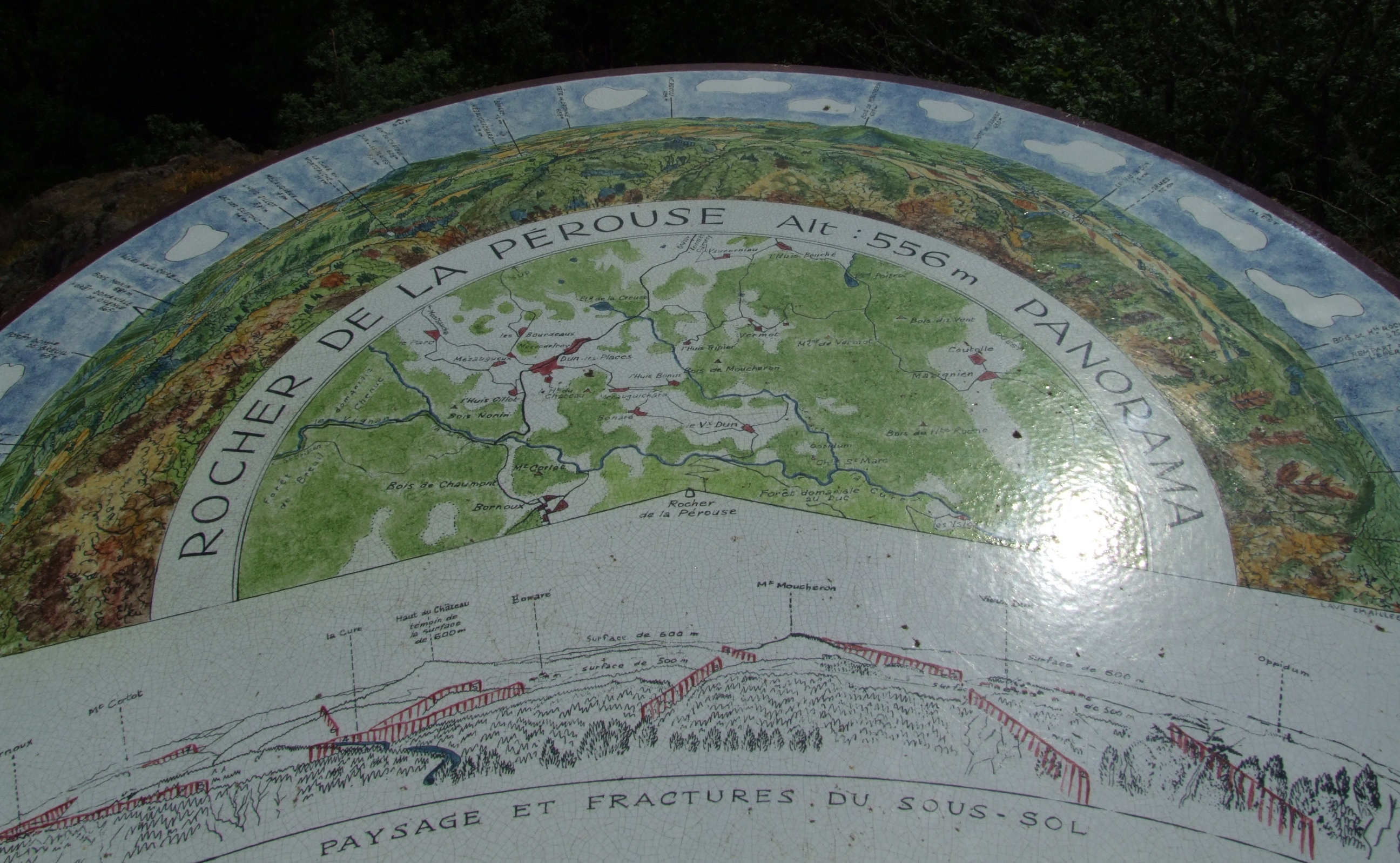
Table de lecture circulaire du rocher de la Pérouse.

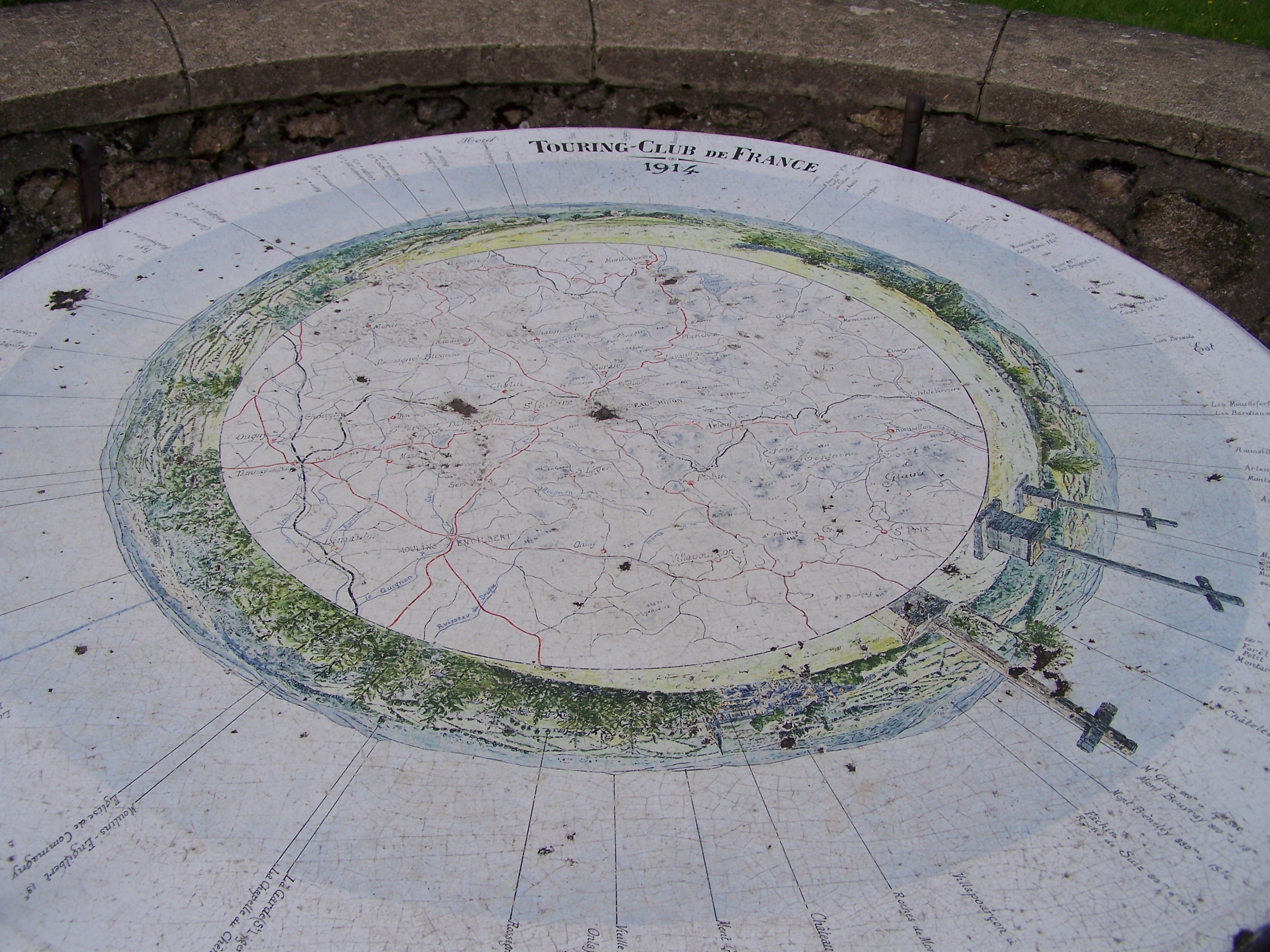
Table d'orientation datant de 1914 située au sommet du Calvaire de Château-Chinon.

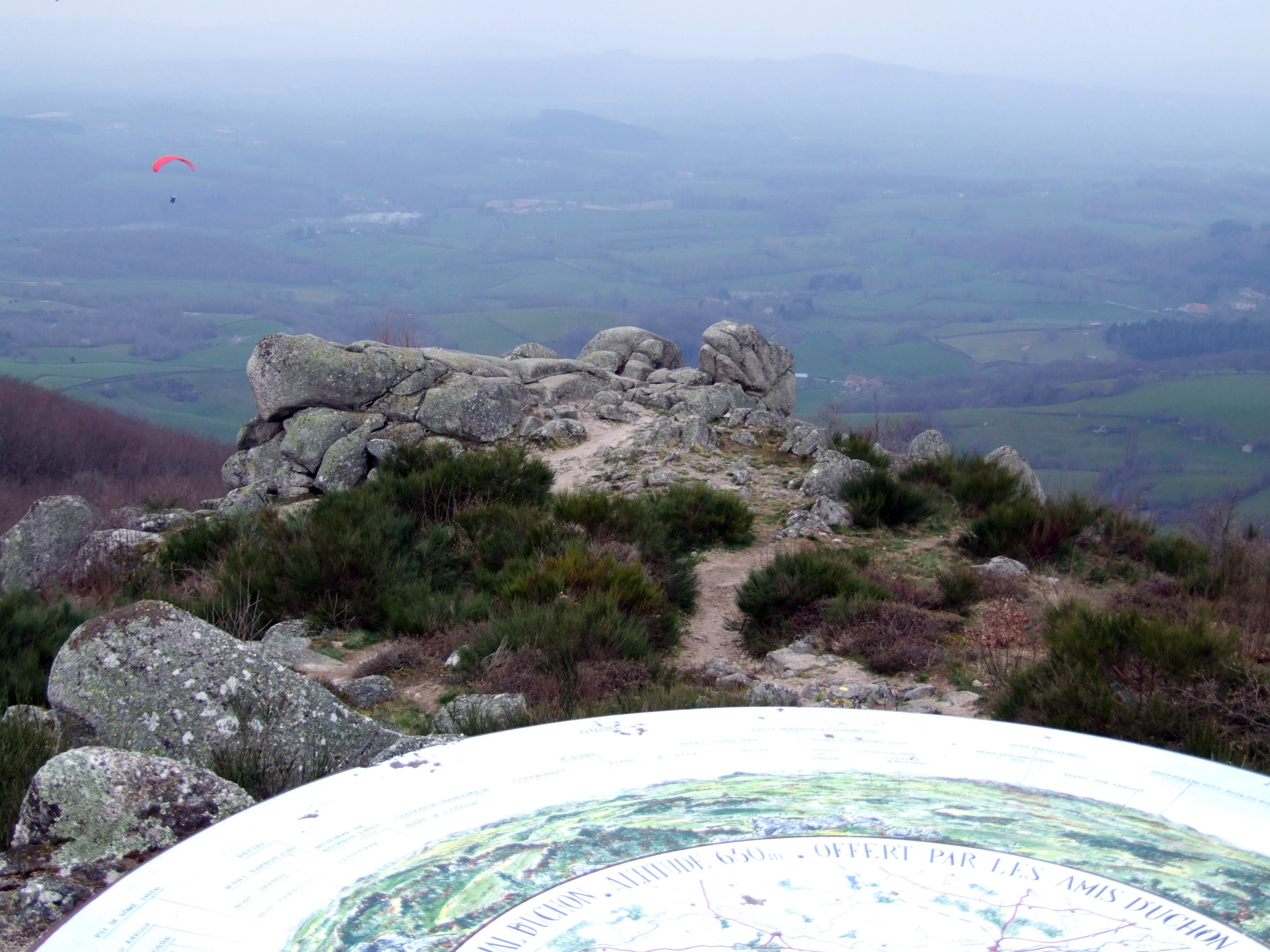
Table d'orientation du signal d'Uchon.

Afin d'animer certains sites panoramiques et de mieux faire comprendre les paysages environnants, le parc a créé 6 « stations de lecture paysagère » en y installant des « tables de lecture » (tables d'orientation définissant les diverses entités paysagères visibles).
Le rocher de la Pérouse (Quarré-les-Tombes)
Située à 556 m d'altitude, une table de lecture circulaire a été installée en 1978 sur le rocher de la Pérouse, dans la forêt domaniale au Duc. Elle propose une vue sur le Morvan central, la vallée de la Cure et l'éperon barré du Vieux-Dun.
La Croix Grenot près du Dolmen Chevresse (Saint-Brisson)
Également installée en 1978, cette table est située à environ 600 m d'altitude et se trouve au lieu-dit Croix Grenot, près du dolmen Chevresse. On peut y observer une vue sur le Morvan central et oriental, Gouloux et Dun-les-Places.
Le Calvaire (Château-Chinon (Ville))
Créée en 1994, une table de lecture en arc de cercle à environ 600 m d'altitude détaille le panorama s'ouvrant sur la vallée de l'Yonne et les monts du Haut-Morvan.
À proximité, au faîte du Calvaire à 609 m d'altitude, une table d'orientation circulaire datant de 1914 et établie par le Touring Club de France, offre un panorama sur le Morvan et la vallée du Bazois située à l'ouest.
Le belvédère de la colline éternelle (Vézelay)
Une table en arc de cercle a été installée en 1997 à 280 m d'altitude sur le belvédère de la colline éternelle à Vézelay. Elle offre un panorama sur la vallée de la Cure et sur l'Avallonnais.
Les rochers du Carnaval (Uchon)
Trois tables ont été installés en 2004 sur la commune d'Uchon :
- une table principale sur les « rochers du Carnaval » du signal d'Uchon, aux côtés d'une table d'orientation à 650 m d'altitude. Le panorama permet d'observer la vallée de l'Arroux, les plus hauts monts du Morvan (mont Beuvray, Haut-Folin) distants de plus de 20 km et même la chaîne des Puys du Massif central.
- une table secondaire située dans la végétation du signal d'Uchon.
- une 3e table dans le bourg de la commune, près de l'église.

Le mont de la Justice (Lormes)
Deux tables en arc de cercle, situées à 425 m d'altitude, ont été installées en 2005 sur le mont de la Justice, face aux plaines et plateaux du Bazois et du Corbigeois.

## Fréquentation des sites et éco-compteurs

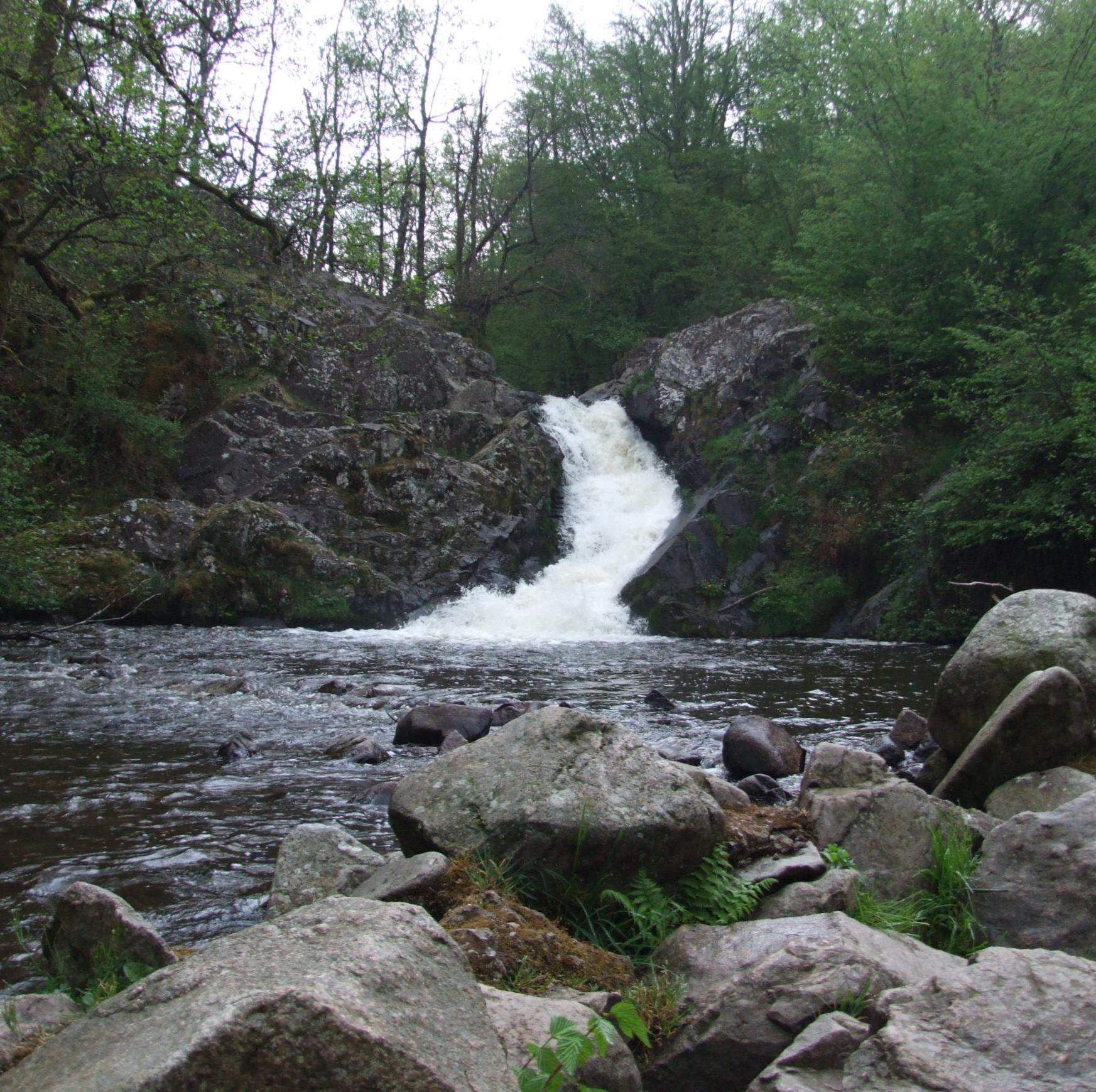
Le saut de Gouloux.

Depuis l'été 2006, le Parc installe des éco-compteurs dans différents sites afin de mesurer leur fréquentation. Ces mesures ont pour but de valoriser et protéger les sites en question ainsi que de justifier d'éventuels aménagements supplémentaires et leur budgétisation.
Les premiers compteurs furent installés durant l'été 2006 à la cascade du « saut de Gouloux » et sur le tracé du GR 13 près de cette même cascade, suivi d'un 3e au mois d'octobre de la même année sur le chemin d'accès au dolmen Chevresse à la table de lecture de la Croix Grenot.
D'autres furent installés en 2007 sur le sentier pédagogique de la Maison du Parc, le sentier pédagogique de Montour, le sentier de « PR du Lac des Settons », sur le sentier de GR de pays Tour du Morvan (au lieu-dit Champ de la Vente) et à la zone d'embarquement de Plainefas du lac de Chaumeçon.

## Administration
Comme tous les parcs naturels régionaux, le parc naturel régional du Morvan est représenté par la Fédération des parcs naturels régionaux de France (association loi de 1901).
| Période                | Identité          | Qualité |
| ---------------------- | ----------------- | --- |
| 16 octobre 1970 - 1992 | Paul Flandin      | Maire de Domecy-sur-Cure Conseiller général de l'Yonne                                                                              |
| 1992-1994              | Philippe Lavault  | Maire de Saulieu |
| 1994-2001              | René-Pierre Signé | Maire de Château-Chinon (Ville) Conseiller général de la Nièvre Sénateur de la Nièvre                                               |
| 2001 - 27 mai 2010     | Christian Paul    | Conseiller municipal de Lormes Premier vice-président du conseil régional de Bourgogne Député de la 3e circonscription de la Nièvre |
| 27 mai 2010 - 2017     | Patrice Joly      | Maire d'Ouroux-en-Morvan Président du conseil général de la Nièvre Magistrat à la Chambre régionale des comptes d'Orléans           |
| Depuis 2017            | Sylvain Mathieu   | Conseiller municipal (opposition) de Château-Chinon (Ville) Conseiller régional de Bourgogne-Franche-Comté                          |

Pour l'année 2011, le budget du parc s'élève à 5 741 000 euros.